# Аршакуни, Завен Петросович
Завен Петросович Аршакуни (13 мая 1932, Ленинград — 2 ноября 2012, Санкт-Петербург) — советский и российский живописец, график, сценограф армянского происхождения, член Санкт-Петербургского Союза художников (до 1992 года — Ленинградской организации Союза художников РСФСР).

## Биография
Завен Петросович Аршакуни родился 13 мая 1932 года в Ленинграде. Пережил блокаду, потеряв родителей.
В 1946—1953 годах учился в Средней художественной школе при Российской Академии художеств. По окончании в 1954 году поступил в Ленинградский институт живописи, скульптуры и архитектуры имени И. Е. Репина, который окончил в 1961 году по мастерской И. Серебряного с присвоением квалификации художника живописи. Дипломная работа — картина «Портрет врача».
Участвовал в выставках с 1961 года, экспонируя свои работы вместе с произведениями ведущих мастеров изобразительного искусства Ленинграда.
Член Ленинградского Союза художников с 1962 года. Писал портреты, пейзажи, натюрморты, жанровые и сочинённые композиции. Оформил 9 спектаклей в театрах Санкт-Петербурга. Проиллюстрировал 6 книг петербургских поэтов. Участник более 200 выставок, в том числе 23 персональных. Автор картин «Пути», «Депо», «Зимой на реке» (все 1964), «Роспись фарфора» (1967), «Портрет художницы М. Азизян», «Портрет Т. Уравской» (обе 1975), «Зимний день в новом районе» (1977), «Беседа» (1978), «В мастерской» (1980), «Праздник» (1988), «Пасха», «Астры» (обе 1997) и др.
Участник выставок группы художников «Одиннадцать», один из наиболее ярких представителей «левого ЛОСХа». В 1972 г. вместе с другими художниками — Валерий Ватенин, Ярослав Крестовский, Герман Егошин, Виталий Тюленев, Борис Шаманов, Виктор Тетерин, Валентина Рахина, Евгения Антипова, Леонид Ткаченко, Константин Симун — участвовал в 1972 и в 1976 гг. в двух общих выставках, прошедших в выставочном зале Союза Художников России на Охте. Член-корреспондент РАХ (2007).
Член Санкт-Петербургской Академии современного искусства бессмертных.
Скончался на 81-м году жизни 2 ноября 2012 года в Санкт-Петербурге. Похоронен на Смоленском православном кладбище 6 ноября 2012 г.

## Музеи
Произведения З. П. Аршакуни находятся более чем в 40 музеях, в их числе:
- Государственный Русский музей,
- Государственная Третьяковская галерея,
- Музей современного искусства Эрарта,
- Государственный музей изобразительных искусств им. А. С. Пушкина,
- Государственный музей истории Санкт-Петербурга,
- Санкт-Петербургский музей театрального и музыкального искусства,
- Государственный Центральный Театральный музей им. А. Бахрушина,
- Научно-исследовательский музей Российской Академии художеств,
- Новосибирский государственный художественный музей,
- Государственная картинная галерея Армении,
- Государственный художественный музей Грузии,
- Музей современного искусства Петера Людвига (Кёльн, Германия),
- Стеделийк Музеум (Амстердам, Голландия),
- Художественный музей Дрездена,
- Художественный музей Лейпцига,
- Кыргызский Национальный Музей Изобразительных Искусств им. Г. Айтиева
- Астраханская государственная картинная галерея им. П. М. Догадина

а также в частных собраниях России, США, Франции, Германии, Италии, Финляндии, Португалии, Дании, Китая, Южной Кореи и других стран.

## Персональные выставки
Основные персональные и групповые выставки:
- 2012 — «О радости земной». Центральный выставочный зал «Манеж», Санкт-Петербург.
- 2009 — «Неизвестный Аршакуни» галерея «Арт-объект», Санкт-Петербург, Россия.
- 2007 — Государственная Третьяковская галерея, Москва, Россия.
- 2007 — Галерея «Матисс-Клуб», Санкт-Петербург, Россия.
- 2006 — Галерея «Гранд-арт», Санкт-Петербург, Россия.
- 2006 — Центральный выставочный зал «Манеж» (в проекте «Древо традиций. Армянские художники Петербурга») Санкт-Петербург, Россия.
- 2006 — ФТК «Поликор», выставочный зал (в рамках проекта «Авангард на Неве»), Санкт-Петербург, Россия.
- 2006 — «Балтийский дом» выставочный зал, Санкт-Петербург, Россия.
- 2006 — Кировский областной художественный музей имени братьев Васнецовых, Киров, Россия.
- 2005 — Художественный музей имени В. С. Сорокина «Дом Мастера», Липецк, Россия.
- 2005 — Дягилевский центр искусств Санкт-Петербурга, Санкт-Петербург, Россия.
- 2004 — Галерея «Красный мост» Вологда, Россия.
- 2003 — Мурманский областной художественный музей, Мурманск, Россия.
- 2002 — Государственный Русский музей , Санкт-Петербург, Россия.
- 2001 — Арт-подвал «Бродячая собака». Санкт-Петербург — живопись, графика, Санкт-Петербург, Россия.
- 1996 — «Франко-русский дом» Ассоциации по сохранению русского культурного наследия во Франции, Барр-лез-Альп, Франция.
- 1996 — Центральный выставочный зал «Манеж» (совместно с Л. Лазаревым), Санкт-Петербург, Россия.
- 1997 — Выставочный зал журнала «Наше наследие», Москва, Россия.
- 1994 — «Петербург Завена Аршакуни» Муниципальный культурный центр «Дворец Белосельских-Белозерских», Санкт-Петербург, Россия.
- 1991—1992 — «Дягилевские сезоны» в Санкт-Петербурге (совместно с А. Заславским, Г. Егошиным и В. Тетериным) — живопись. Санкт-Петербургское отделение Союза Художников России, Санкт-Петербург, Россия.
- 1988 — Художественный музей, Кострома.
- 1986 — «Графика» Паланга, Латвия.
- 1986 — «Живопись» Дом писателей, Ленинград.
- 1977 — «Выставка произведений девяти художников (Аршакуни, Антипова, Ватенин, Егошин, Рахина, Симун, Тетерин, Ткаченко, Тюленев) — живопись, книжная графика, сценография» Выставочный зал СХ РСФСР на Охте, Ленинград.
- 1975 — «Сценография» Педагогический институт им. Герцена, Ленинград.
- 1974 — «Балет „Гаяне“ — сценография» ВТО, Москва.
- 1973 — «Балет „Гаяне“ — сценография» Выставочный зал Союза Художников, Ленинград.
- 1972 — «Выставка произведений одиннадцати ленинградских художников (Аршакуни, Антипина, Ватенин, Егошин, Крестовский, Рахина, Симун, Тетерин, Ткаченко, Тюленев, Шаманов) живопись, графика, сценография» Выставочный зал Союза Художников РСФСР на Охте, Ленинград.
- 1971 — «Выставка гравюр ленинградских художников (совместно с В. Вильнером, В. Жуковым и Р. Фридманом», Волгоград.
- 1967 — Художественный музей, Ярославль, Россия.
- 1967 — Дворец «Кадриор», Таллин, Эстонская ССР.
- 1967 — Литературно-мемориальный музей Ф. М. Достоевского, Ленинград.
- 1965 — «Живопись, графика» Дом Культуры ЛАЭС, Сосновый бор. Ленинградская обл..
- 1962 — «Живопись, графика, сценография» Вологодская областная картинная галерея, Вологда.
- 1962 — «Аршакуни, Егошин, Тюленев — живопись» Центральный дом художника, Москва.
- 1961 — «Графика, книжная графика, театральные эскизы и макеты, эскизы росписей, плакаты, резьба по дереву», Кохтла-Ярве, Эстонская ССР.
- 1961 — «Живопись» Союз Художников РСФСР, Ленинград.
- 1960 — Художественный музей, Дрезден, Германская Демократическая Республика

## Выставки
- 1964 год (Ленинград): Ленинград. Зональная выставка.
- 1975 год (Ленинград): Наш современник. Зональная выставка произведений ленинградских художников.
- 1976 год (Москва): Изобразительное искусство Ленинграда.
- 1978 год (Ленинград): Осенняя выставка произведений ленинградских художников.
- 1980 год (Ленинград): Зональная выставка произведений ленинградских художников.